# Vedat Muriqi
Vedat Muriqi (auch türkisch Vedat Murıç, * 24. April 1994 in Prizren, BR Jugoslawien, heute Kosovo) ist ein kosovarischer Fußballspieler, der zurzeit beim RCD Mallorca unter Vertrag steht.

## Karriere

### Verein
Muriqi durchlief die Nachwuchsabteilung von KF Liria in seiner Heimatstadt Prizren und wurde 2011 in den Profikader aufgenommen. Nachdem er in der Saison 2013/14 an KS Teuta Durrës ausgeliehen worden war, wechselte er 2014 zu KS Besa Kavaja.
Im Sommer 2014 nahm Muriqi erst beim türkischen Erstligisten Eskişehirspor am vorsaisonalen Vorbereitungscamp teil, wurde anschließend aber nicht verpflichtet.
Zur Saison 2014/15 wechselte er in die türkische TFF 1. Lig zum nordtürkischen Vertreter Giresunspor. Bereits vor dem Saisonstart 2015/16 wurde er aber von Giresunspor erneut verpflichtet. Die Zweitligasaison 2015/16 beendete er mit 17 Ligatoren als Zweiter in der Torschützenliste. Durch diese Leistung zog er das Interesse mehrerer Erstligisten auf sich.
Schließlich verpflichtete ihn der Erstligist Gençlerbirliği Ankara in der Sommertransferperiode 2016. Hier kam er auf insgesamt 46 Spiele, in denen er fünf Tore erzielte.
In der Winterpause 2017/18 schloss er sich dem Zweitligisten Çaykur Rizespor an, mit dem er in derselben Saison den Aufstieg in die Süper Lig schaffte. In der folgenden Saison erreichte er mit dem Aufsteiger Platz 10. Nach eineinhalb Spielzeiten in der türkischen Großstadt Rize standen 50 Ligaspiele mit 25 Toren zu Buche.
Zur Saison 2019/20 wechselte Muriqi zu Fenerbahçe Istanbul. Nach nur einem Jahr bei Fenerbahçe, wechselte Muriqi für 18 Millionen Euro zu Lazio Rom. Am 31. Januar 2022 wurde Muriqi für die restliche Saison zum RCD Mallorca ausgeliehen. Der spanische Klub hat auch eine Möglichkeit, um 12 Millionen Euro den Transfer permanent zu machen.

### Nationalmannschaft
Muriqi spielte in den Jahren 2013 und 2014 vier Mal (1 Tor) für die Albanische U21-Nationalmannschaft.
Seit 2016 ist Muriqi für die Kosovarische Fußballnationalmannschaft aktiv und bestritt bisher 60 Länderspiele. Beim Testspiel am 13. November 2017 in Mitrovica gegen Lettland (4:3) erzielte er sein erstes von bisher insgesamt 31 Länderspieltoren.

## Erfolge
- Çaykur Rizespor
  - Aufstieg in die Süper Lig und Meister der TFF 1. Lig: 2017/18

- Kosovarische Nationalmannschaft
  - Aufstieg in die Liga C der UEFA Nations League: 2018/19

Persönliche Auszeichnungen
- Spieler des Monats der Primera División: Mai 2022